# パンク・ポンク
『パンク・ポンク』は、たちいりハルコによる日本のギャグ漫画作品。小学館の学年別学習雑誌などに連載され、総期間は約15年間という長期に渡った。
本作は殆どが1話4頁の短編であるが、まれに増頁がなされた。また、学年誌の付録に数十ページに渉る長編が掲載されたこともある。
第29回小学館漫画賞（1983年度）を受賞。

## 掲載誌
- 小学三年生：1976年11月号[1] - 1986年3月号、1993年4月号 - 1994年3月号
- 小学二年生：1977年4月号 - 1983年3月号
- 小学四年生：1977年4月号 - 1989年3月号
- 小学五年生：1981年4月号 - 1989年3月号
- ぴょんぴょん：1989年4月号 - 1991年9月号

## 登場人物
パンク・ポンク（声：杉山佳寿子）
通称：パンク。種族はウサギだが、人間の相撲取りにも劣らない巨体でブタにも間違われるほど。性別はオスで体の毛は白。ペット屋のカタログの写真を見たボニー（後述）が小さいテーブルウサギだと思い込み注文したが、実際にパンクが家に来た時には、ボニーは自分よりもはるかに大きなパンクの姿に仰天していた。
誕生日時は某年5月5日午後5時55分、ペット屋にて。両親は普通の大きさのウサギだったが、パンクは誕生時点から通常の5～6倍の体重があった。生まれた翌日に両親が売られてしまい、残されたパンクはブタと間違われたため、ブタの餌を与えられてより巨大かつ大食になる。そのためボニーに買われるまで長く売れ残っていた。いたずらが過ぎてペット屋に返品されそうになった際、今度は食肉用に売ると店員に言われ、ボニーは返品をとりやめた。
心根は純粋無垢だがいたずら好き。ボニーの弟分として、ある時は良き遊び相手、ある時は良きけんか相手となり、ボニーのママとパパからも息子のように扱われている。
食欲旺盛で、特にニンジンが大好物（逆に嫌いなのはピーマンとしらたき）。ブタの餌で育ったせいか、ウサギでありながら肉類も食べる。また、連載当初は料理は下手であったが、後半では得意になってきている。
人間語でボニー達と会話ができるが、「ムチャ～」「ムチャチャ」「ムエ～ン」「ムッヘーン」など独自のウサギ語も使う。人間の文字も書けるが、非常な悪筆の上に小学校低学年並みの簡単な漢字しか書けず、手紙を書くときは主にウサギ文字（前足にインクを付けて押す）を使う。
破壊的な音痴らしく、歌うと非常に耳障りな騒音にしか聞こえない。
日常の行動や生活習慣は基本的にすべて人間と同じである。風呂にも普通に入っているが、そのためにウサギは一般的に水に弱いことを知らず、迷子のウサギを世話したとき、一緒に風呂に入れて死なせかけたことがある。
ボニー
小学生の女の子でパンクの飼い主。パンクからはボニーちゃんと呼ばれている。髪型はいつも三つ編みおさげにしている。
誕生日は8月8日。獅子座、B型。
趣味は貯金、パンクと遊ぶこと、ヘア・アクセサリー・切手・消しゴムのコレクションだが、マイブームによりシールやパンツなど色々変わることがある。
特技はけんかでかなり強く、本気を出すといじめっ子の男子も泣いて逃げ出すほどで、いたずらをするパンクをバットなどで殴り倒すことも多い。
お菓子作りが下手で、ボニーの作ったお菓子を食べた人はすぐにお腹を壊し、友達のマーク（後述）は下痢と胃痙攣と食中毒の経験がある。
好きな科目は国語、嫌いな科目は算数と社会。
好きな食べ物はチョコレートケーキとミルクプリン。嫌いな食べ物は昆布巻きとシイタケで、後に肉の脂身も苦手となる。
見ただけで気絶するほど芋虫と毛虫が大の苦手だが、クモは平気で手でつかめるという変わった価値観を持っている。
作中では特に目立たないが、実は近視である。
ボニーの祖母は大阪に住んでおり、作中では彼女とパンクが新幹線に乗って大阪へ向かう場面がある。
マーク
小学生の男の子でボニーのボーイフレンド。発明家という才能もある。普段は真面目だが、パンクやボニーから被害を受けると人格が変わることがよくある。
パンクとはある意味男同士の友情で結ばれていて、イタズラなどでボニーからひどい目に遭わされた時にはパンクと一緒に仕返しをすることもある。
ペットを飼っているが、最初から終盤までの間に多種のインコや犬が登場しており、同時に全部飼っていたのかどうかは不明。
ボニーと対照的にクモが大の苦手であり、見ただけで大泣きして家へ逃げ帰るほどに怖がる。
ママ（ハニー）
ボニーの母親。専業主婦で裁縫と料理が得意。普段は優しいが怒ると怖く、ボニーが学校のテストで0点を取ると決まってお尻を叩く。
また、パンクのことも息子のように扱っていて、パンクが悪いことをすると、ボニーの場合と同じように遠慮なくおしおきをする。その腕力はすさまじく、普通の人間よりもはるかに重い巨体のパンクでさえ、彼女に殴り飛ばされるとひとたまりもない。
実は近視であり、昔は眼鏡をかけていたとの事だが普段はコンタクトを装着している。
パパ（トニー）
ボニーの父親。サラリーマンで、会社での地位は課長。一家の家長ではあるものの威厳はあまりなく、ママに頭が上がらないこともしばしば。
普段は陽気で優しく、パンクを実の息子のように可愛がっているが、パンクが悪いことをすると、ママと同様におしおきをする場合もある。
趣味はオーディオや切手のコレクションなどいろいろ。愛煙家で、かなりの量のタバコを吸っている。
足がとても臭いらしく、それをまともに嗅いだパンクは気絶した経験がある。実は中学入学前までおねしょ癖があったらしい。
アイちゃん
パンクのガールフレンドの子ブタでリボンをつけている。パンクのことが大好き。温和でのんびりとした性格。主にてんとう虫コミックス第1巻から第6巻まで登場(第9巻および第11巻でも1コマだけ登場している)。（元々は、パンクがある部屋の窓辺にいたかわいいウサギに恋をしたため、そのウサギあてにラブレターを書いたつもりが、そのウサギはぬいぐるみで、その部屋の主のアイちゃんにラブレターが届いたのである）
チャーモ
巨大なハムスター。パンクのいたずら仲間。飼い主が単身赴任をしているため家の留守を任されている。1人暮らしをしているためか要領が良く、成年男性なみの行動をとる。料理を作ったり酒を飲んだり、パチンコや競馬などギャンブルもする。てんとう虫コミックス第7巻から第12巻まで登場。
ゴキブリーヌちゃん
巨大なゴキブリ。チャーモのガールフレンド。ゴキブリだが、まつ毛が長く美人で性格も優しい。美容師を目指している。てんとう虫コミックス第8巻から第12巻まで登場。
ドクトルマンボ
怪しい医者。マンボダンスを踊るのが大好き。最初は獣医だったが、客が来なくて病院がつぶれたので小児科を開業した。サイドビジネスで目玉が飛び出るような高額で印鑑や壷などを売ろうとする。妻の名前はおヨメでサンバ、母親の名前はお能でカッポン。てんとう虫コミックス第8巻から第12巻まで登場。

## 単行本
すべて小学館から刊行されている。
- パンク・ポンク（全12巻）てんとう虫コミックス
- パンク・ポンクセレクション（全2巻）フラワーコミックス・デラックス

1. ISBN 978-4091318534
2. ISBN 978-4091318541

- カラー版パンク・ポンク（全2巻）ぴっかぴかコミックス

1. ISBN 978-4091482112
2. ISBN 978-4091482129

てんとう虫コミックス版はオンデマンド出版が過去に行われており、2017年12月8日からは電子書籍での販売が開始された。ただしオンデマンド出版・電子書籍とも、著者の都合で12巻のみ未発売となっている。

## 備考
- 小学館と小学館プロダクション、スタジオぴえろによるテレビアニメ化も企画されていたが、結局は企画書が作られただけで終わった。[要出典]